# Bölsberg

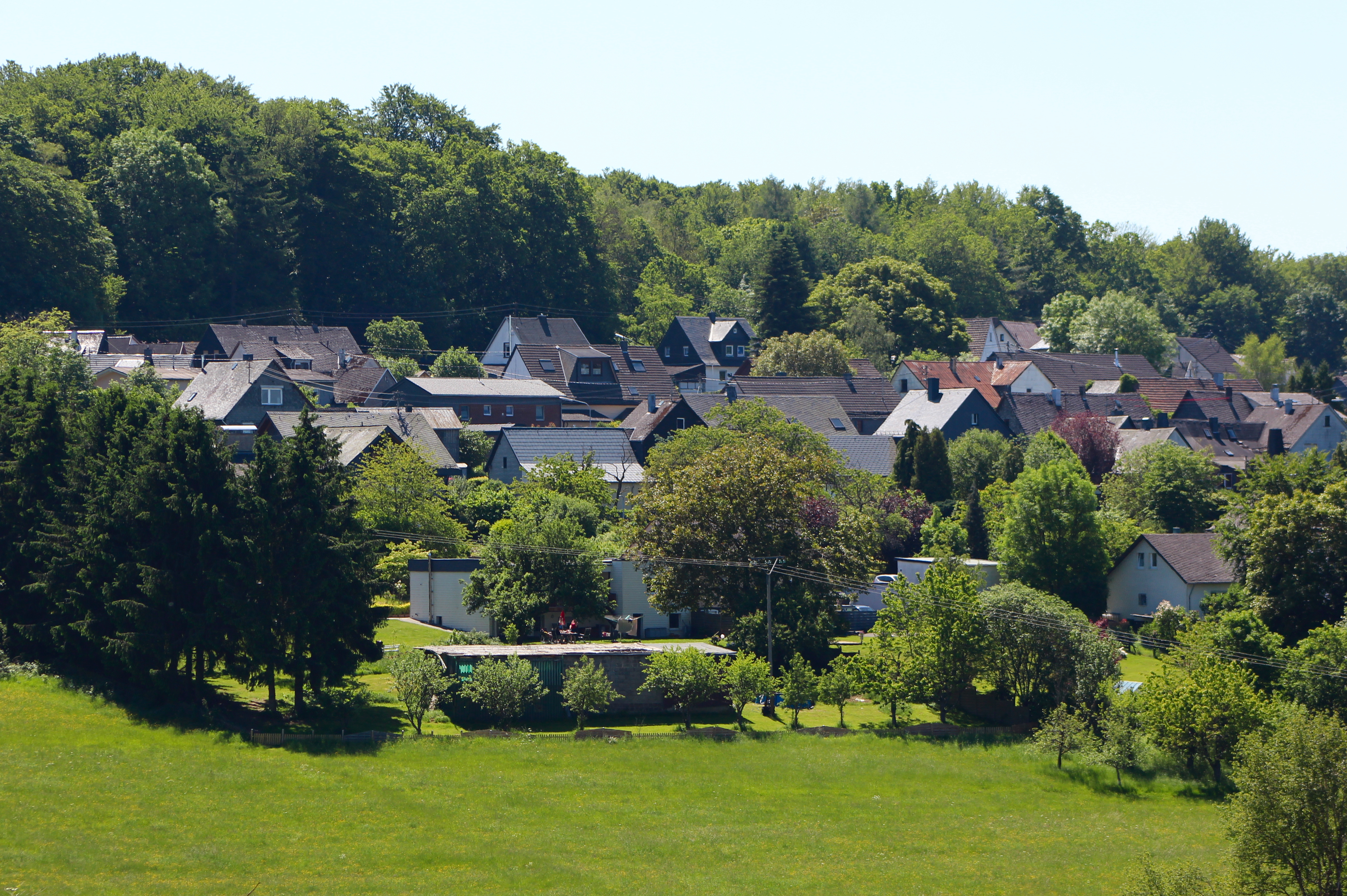
Ansicht von Bölsberg

Bölsberg (mundartlich: Bilsbisch, Bölsberisch) ist eine Ortsgemeinde im Westerwaldkreis in Rheinland-Pfalz. Sie gehört der Verbandsgemeinde Bad Marienberg (Westerwald) an. Bölsberg ist die kleinste Gemeinde der Verbandsgemeinde.

## Geographische Lage
Die Gemeinde liegt im Westerwald zwischen Limburg und Siegen auf einem Hochplateau zwischen Wäschbachtal und dem Naturdenkmal Großer Wolfstein.
Nachbarorte sind Kirburg im Norden, der Unnauer Ortsteil Stangenrod im Südwesten und Norken im Westen. Die Stadt Bad Marienberg liegt in sechs Kilometer Entfernung in südöstlicher Richtung.

## Geschichte
Bölsberg wurde um das Jahr 1300 erstmals urkundlich erwähnt.
Die Grafschaft Sayn-Hachenburg, zu der Bölsberg gehörte, fiel durch Heiraten 1714 an die in Hachenburg residierenden Burggrafen von Kirchberg und 1799 an Nassau-Weilburg, das 1806 ins Herzogtum Nassau aufging.
An die etwa 200-jährige Geschichte des Eisenerzbergbaus auf der Grube Georgszeche / Schwarze Kauten bei Bölsberg erinnert die Grubenlampe im Ortswappen. Zum Bergbaurevier Dillenburg gehörten auch die Grube Amos und die kurzlebigen Bölsberger Eisensteinwerke (1778–1784).
Nach dem Deutschen Krieg von 1866 wurde das Herzogtum Nassau vom siegreichen Preußen annektiert. Der Ort Bölsberg wurde nachfolgend dem Oberwesterwaldkreis zugeordnet.
Nach dem Zweiten Weltkrieg wurde Bölsberg innerhalb der französischen Besatzungszone Teil des damals neu gebildeten Landes Rheinland-Pfalz.
Ein Dorfgemeinschaftshaus entstand in den 1970er Jahren im Ortszentrum. Im Jahr 1981 war der Ort nach starken Schneefällen für mehrere Tage von der Außenwelt abgeschnitten.
Einwohnerentwicklung
Die Entwicklung der Einwohnerzahl von Bölsberg, die Werte von 1871 bis 1987 beruhen auf Volkszählungen:
| Jahr | Einwohner |
| ---- | --------- |
| 1815 | 89        |
| 1835 | 145       |
| 1871 | 141       |
| 1905 | 169       |
| 1939 | 215       |
| 1950 | 212       |
| 1961 | 202       |

| Jahr | Einwohner |
| ---- | --------- |
| 1970 | 258       |
| 1987 | 271       |
| 1997 | 296       |
| 2005 | 273       |
| 2011 | 253       |
| 2017 | 227       |
| 2023 | 217       |

## Politik

### Bürgermeister
Paul Gerhard Krüger wurde 2014 Ortsbürgermeister von Bölsberg. Bei der Direktwahl am 26. Mai 2019 wurde er mit einem Stimmenanteil von 84,00 % für weitere fünf Jahre in seinem Amt bestätigt. Zur Kommunalwahl am 9. Juni 2024 trat er nicht mehr an. Stattdessen setzte sich Andreas Tobias Rülke (parteilos) mit 75,2 % der Stimmen gegen eine weitere unabhängige Kandidatin durch.
Krügers Vorgänger Georg Otto hatte das Amt von 1999 bis 2014 ausgeübt.

### Wappen
| Wappen von Bölsberg | Blasonierung: „Gespalten von Silber und Gold, belegt mit einem durchgehenden, facettierten, konisch bearmten lateinischen Balkenkreuz, vorne eine geschlossene, blaue Froschgrubenlampe mit links gewandtem Haken an zwei Scheibchen, Bügel mit Flachtank und links brennender roter, innen silberner Flamme, hinten oben ein blaues Sechseck, unten drei solche, 2:1 gestellt.“ |
| Wappen von Bölsberg | |

## Kultur und Sehenswürdigkeiten
→ siehe Liste der Kulturdenkmäler in Bölsberg

## Verkehr
- Bölsberg wird von der Kreisstraße 61 an das Straßennetz angeschlossen.
- Nördlich des Ortes verläuft die B 414, die von Driedorf-Hohenroth nach Hachenburg führt.
- Die nächste Autobahnanschlussstelle ist Haiger/Burbach an der A 45 Dortmund–Hanau, etwa 25 Kilometer entfernt.
- Der nächstgelegene ICE-Halt ist der Bahnhof Montabaur an der Schnellfahrstrecke Köln–Rhein/Main.